# Buena Vista, Jalisco
Buena Vista är en ort i Mexiko.   Den ligger i kommunen Tepatitlán de Morelos och delstaten Jalisco, i den centrala delen av landet, 400 km väster om huvudstaden Mexico City. Buena Vista ligger 1 797 meter över havet och antalet invånare är 192.
Terrängen runt Buena Vista är platt västerut, men österut är den kuperad. Runt Buena Vista är det ganska tätbefolkat, med 86 invånare per kvadratkilometer. Närmaste större samhälle är Tepatitlán de Morelos, 4,4 km norr om Buena Vista. I omgivningarna runt Buena Vista växer huvudsakligen savannskog.